# 아프리카는 더워
《아프리카는 더워》(В Африке жарко)는 1936년에 상영되었던 소련의 단편 애니메이션 영화로, 소유즈멀트 필름 스튜디오가 제작한 첫 번째 작품이다.